# 凤庆长蒴苣苔
凤庆长蒴苣苔（学名：Didymocarpus pseudomengtze），为苦苣苔科长蒴苣苔属下的一个植物种。因命名人王文采在1975年和1982年将上列标本误定为蒙自长蒴苣苔（Didymocarpus mengtze），现在的种加词“Pseudomengtze”意为“形似蒙自长蒴苣苔的”。